# Barbouria cubensis
Barbouria cubensis е вид десетоного от семейство Hippolytidae. Видът е критично застрашен от изчезване.

## Разпространение
Разпространен е в Бермудски острови.